# Cylindropuntia multigeniculata
Cylindropuntia multigeniculata es una especie de planta suculenta perteneciente al género Cylindropuntia, dentro de la familia Cactaceae. Se distribuye desde el sur de Nevada hasta el noroeste de Arizona (Estados Unidos). 

## Descripción
Cylindropuntia multigeniculata es una especie de cactus pequeño que crece como un arbusto denso y compacto. Su porte va de extendido a erecto y alcanza alturas de hasta 0,5 m. Los tallos son articulados y están formados por segmentos firmemente adheridos. Cada uno de ellos mide de 3 a 5 cm de largo y de 1  a 2 cm de diámetro. Tienen forma cilíndrica y presentan tubérculos.

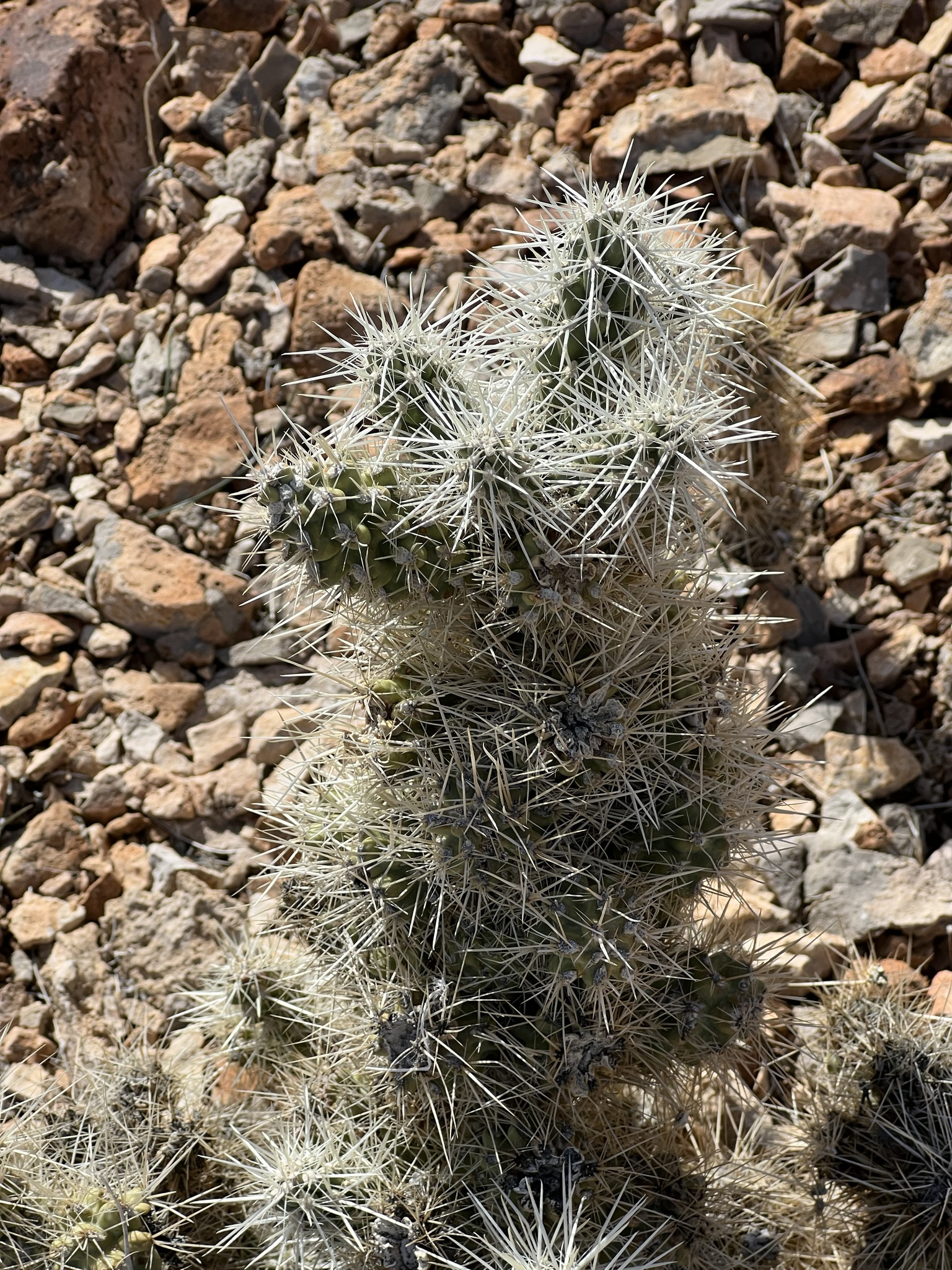
Detalle del tallo

Sobre los tallos se asientan areolas con gloquidios. También tienen de 2 a 24 espinas delgadas de color blanco, las cuales ocultan casi o totalmente el tallo. Están cubiertas por una vaina epidérmica delgada que parece de papel, de color blanca o plateada, aunque a veces puede presentar un tinte rosado en las poblaciones más septentrionales. 
Las flores son de color amarillo verdoso con filamentos, estilos y estigmas de color crema a amarillo pálido. Se abren durante el día (diurnas) y son polinizadas por abejas.  

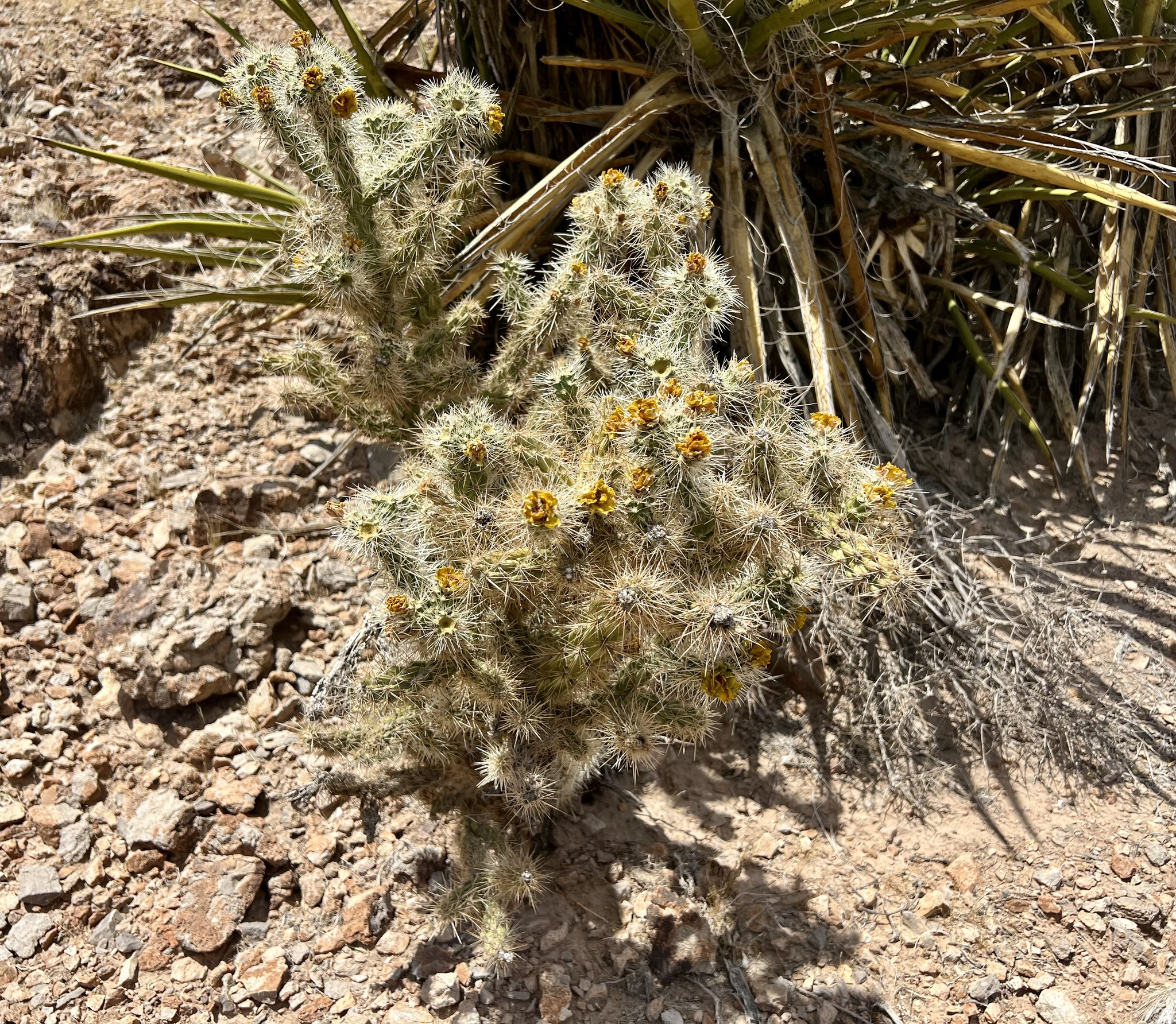
Detalle de las flores

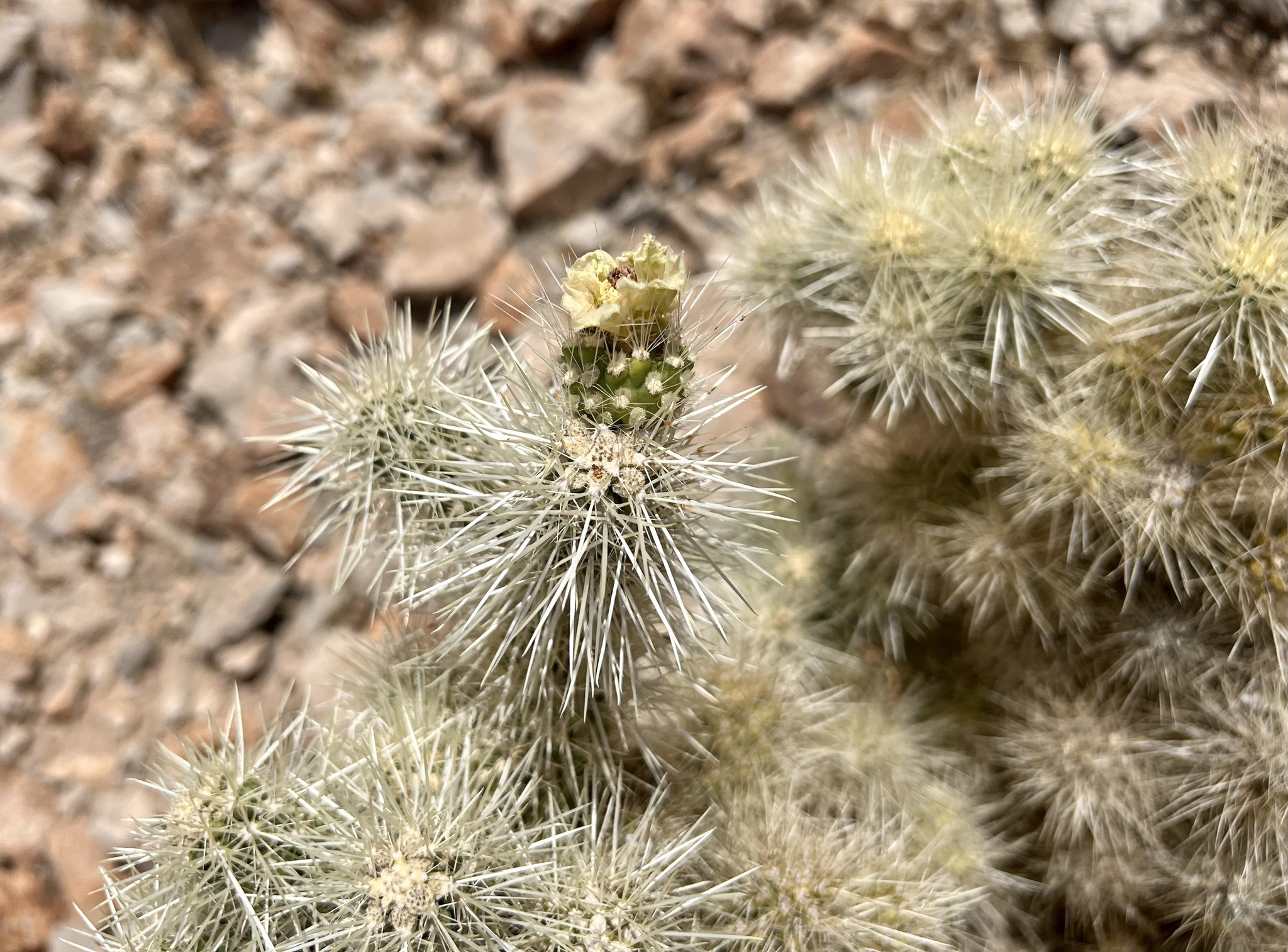
Detalle del fruto

Los frutos son coriáceos, amarillos, y varían de casi completamente sin espinas en algunas poblaciones, a consistentemente espinosos en otras. En su interior contienen semillas cuyo número de cromosomas es diploide (2n = 22).

## Distribución y hábitat
El área de distribución nativa de esta especie abarca desde el sur de Nevada hasta el noroeste de Arizona (Estados Unidos). 
Crece principalmente en biomas desérticos o de matorrales secos, sobre laderas rocosas de piedra caliza y basalto.

## Taxonomía
La primera descripción de esta especie fue como Opuntia multigeniculata, publicada en 1943 por el botánico estadounidense Ira Waddell Clokey en la revista científica Madroño 7: 69.
Posteriormente, el botánico alemán Curt Backeberg colocó la especie en el género Cylindropuntia, pasando a llamarse Cylindropuntia multigeniculata y anotando estos cambios en el libro Die Cactaceae. Handbuch der Kakteenkunde.1: 186 en el año 1958.
Etimología
- Cylindropuntia: nombre genérico formado por dos palabras: el sustantivo griego kýlindros (que significa 'cilindro') y el género Opuntia, (con el que el género tiene similitudes), haciendo referencia a la forma cilíndrica de los tallos de las plantas.
- multigeniculata: epíteto específico que deriva de las palabras latinas multus (que significa 'mucho') y gĕnĭcŭlātus (que significa 'doblado', 'curvado', 'con nudos', 'articulado' o 'geniculado'), haciendo referencia a las articulaciones laterales apiñadas de los tallos.[5]

## Estado de conservación

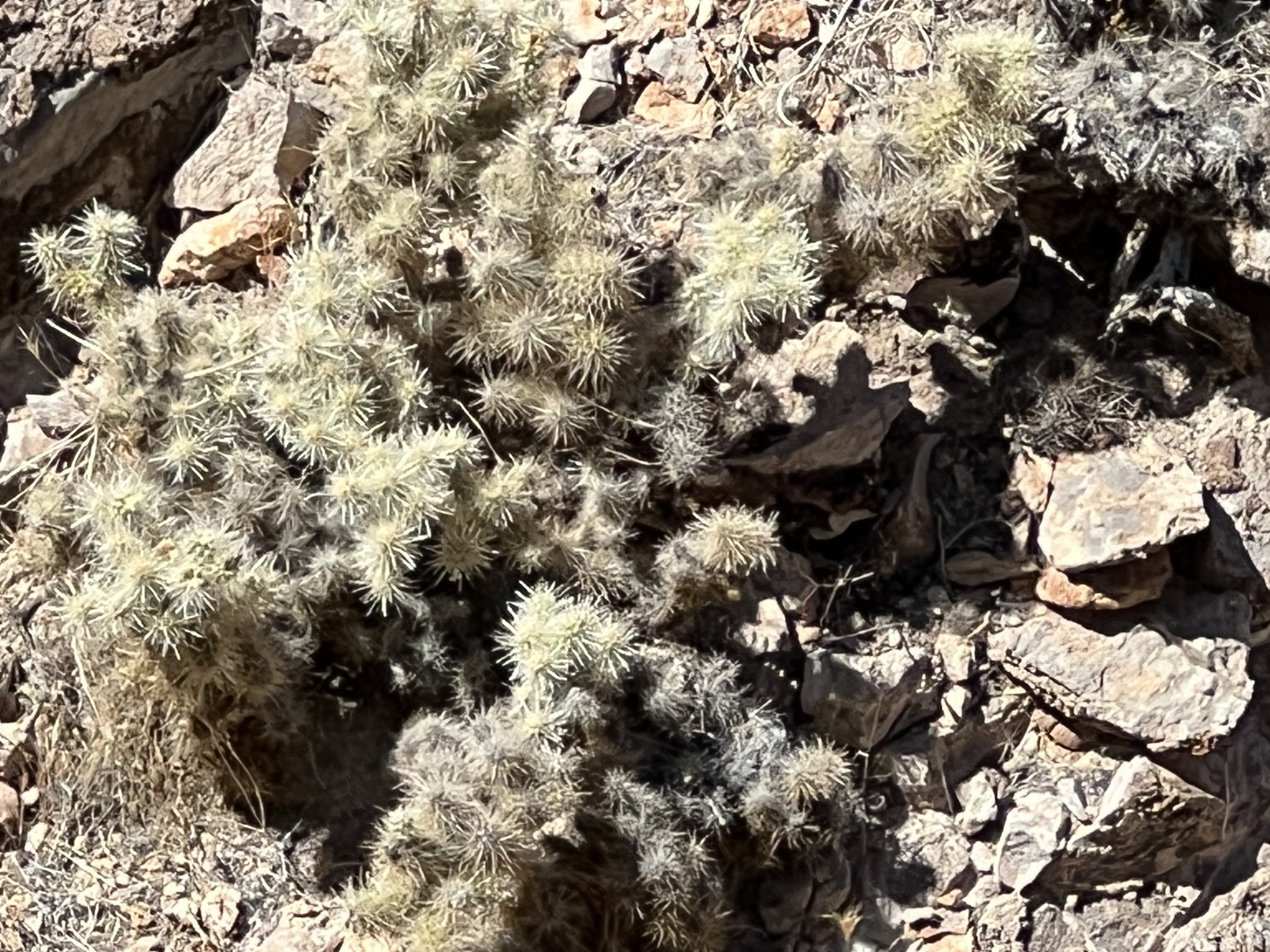
En su hábitat

En la Lista Roja de Especies Amenazadas de la UICN, la especie está clasificada como de “Preocupación Menor (LC)” y no se conocen amenazas importantes para la conservación de esta especie.

## Usos
Se cultiva principalmente como planta ornamental y su propagación se realiza a través de esquejes o semillas.